# Muricoidea
Muricoidea zijn een superfamilie van weekdieren uit de klasse van de Gastropoda (slakken).

## Taxonomie
De volgende families zijn bij de superfamilie ingedeeld:
- Muricidae Rafinesque, 1815

### Synoniemen
- Concholepadidae Perrier, 1897 => Rapaninae Gray, 1853
- Coralliophilidae Chenu, 1859 => Coralliophilinae Chenu, 1859
- Eburninae Swainson, 1840 => Babyloniidae Kuroda, Habe & Oyama, 1971
- Latrunculinae Cossmann, 1901 => Babyloniidae Kuroda, Habe & Oyama, 1971
- Magilidae Thiele, 1925 => Coralliophilinae Chenu, 1859
- Nucellidae Salisbury, 1940 => Ocenebrinae Cossmann, 1903
- Purpuridae Children, 1823 => Rapaninae Gray, 1853
- Rapidae Kuroda, 1941 => Coralliophilinae Chenu, 1859
- Thaididae Jousseaume, 1888 => Rapaninae Gray, 1853